# Wadicosa
Wadicosa es un género de arañas araneomorfas de la familia Lycosidae. Se encuentra en la zona paleártica e indomalaya.

## Lista de especies
Según The World Spider Catalog 12.0:
- Wadicosa commoventa Zyuzin, 1985
- Wadicosa daliensis Yin, Peng & Zhang, 1997
- Wadicosa fidelis (O. Pickard-Cambridge, 1872)
- Wadicosa okinawensis (Tanaka, 1985)
- Wadicosa quadrifera (Gravely, 1924)